# Berdeniella belmontica
Berdeniella belmontica är en tvåvingeart som beskrevs av Vaillant 1976. Berdeniella belmontica ingår i släktet Berdeniella och familjen fjärilsmyggor. Inga underarter finns listade i Catalogue of Life.